# 23280 Лайцайта
23280 Лайцайта (23280 Laitsaita) — астероїд головного поясу, відкритий 30 грудня 2000 року.
Тіссеранів параметр щодо Юпітера — 3,608.